# ほたる祭りの日
「ほたる祭りの日」（ほたるまつりのひ）は、2013年9月4日にアップフロントワークスから発売されたジュリンのDVDシングル。

## 概要
- ジュリンは、佐藤優樹（モーニング娘。）・宮本佳林（Juice=Juice）によって結成されたSATOYAMA movementのユニット[2]。
  - 森林浴のような、心を落ち着かせリラックスできる優しさあふれる癒し系ユニットであり、グループ名の由来は「佐藤優樹の『樹』、宮本佳林の『林』」[2]。
- 同年7月27日より開催されたハロー!プロジェクトのコンサートツアー「Hello! Project 2013 SUMMER COOL HELLO！」にてパフォーマンスを披露、また8月17日の中野サンプラザ公演にて会場先行販売を実施した[2]。
- リリースに先駆けて、同年8月10日より各音楽配信サイトにて楽曲が[3]、また8月17日よりレコチョク及びアップフロントビデオにてビデオクリップが先行配信された[4]。

## 収録曲
作詞・作曲:角田崇徳、編曲:鈴木俊介
1. ほたる祭りの日(Music Video)
2. ほたる祭りの日(木の下 Ver.)
3. ほたる祭りの日(カラオケ Ver.)
4. メイキング映像

## 2022年のセルフカヴァー
日本の女性歌手・佐藤優樹と宮本佳林による「ほたる祭りの日」は、2022年8月13日にアップフロントワークスからデジタル・ダウンロード・シングルとして配信開始。

### 解説
2022年7月31日にM-line clubのYouTubeチャンネル『M-line Music』で公開された佐藤・宮本のデュオ動画を13日0時より配信開始。

### シングル収録曲
| #         | タイトル           | 作詞      | 作曲      | 編曲      | 時間 |
| --------- | ------------------ | --------- | --------- | --------- | ---- |
| 1.        | 「ほたる祭りの日」 | 角田崇徳  | 角田崇徳  | 鈴木俊介  | 4:26 |
| 合計時間: | 合計時間:          | 合計時間: | 合計時間: | 合計時間: | 4:26 |

## リリース日一覧
| 地域 | リリース日   | レーベル       | 規格 | カタログ番号 |
| ---- | ------------ | -------------- | ---- | ------------ |
| 日本 | 2013年9月4日 | UP-FRONT WORKS | DVD  | UFBW-1275    |